# Tandy Radio Shack TRS-80 Model 200
Tandy Radio Shack TRS-80 Model 200 (TRS-80 Model 200) је био преносиви рачунар фирме Тенди (Tandy Radio Shack) који је почео да се производи у САД од 1984. године.
Користио је Intel 80c85 као микропроцесор. РАМ меморија рачунара је имала капацитет од 24 KB (до 72 KB). 

## Детаљни подаци
Детаљнији подаци о рачунару TRS-80 Model 200 су дати у табели испод.
|                       |                                                      |
| [ 1 ]                 |                                                      |
| Произвођач            | Тенди                                                |
| Тип                   | преносиви рачунар                                    |
| Меморија              | 24 (до 72 )                                          |
| Поријекло             | Сједињене Америчке Државе                            |
| Година                | 1984                                                 |
| Тастатура             | тастатура са пуним помаком тастера, QWERTY           |
| Процесор              |                                                      |
| Фреквенција процесора | 2,4                                                  |
| RAM                   | 24 (до 72 )                                          |
| ROM                   | 72 (све до 104 )                                     |
| Текст                 | 40 x 16                                              |
| Графика               | 240 x 128                                            |
| Боја                  | једна боја                                           |
| Звук                  | мали звучник                                         |
| Димензије             | 29,41 (ширина) 20,95 (дубина) x 5,08 (висина) / 1,36 |
| Портови               |                                                      |
| Оперативни систем     | [[]]                                                 |